# Rookkleurige worteluil
De rookkleurige worteluil (Euxoa nigricans) is een nachtvlinder uit de familie van de uilen (Noctuidae). De voorvleugellengte bedraagt tussen de 15 en 18 millimeter. De soort komt verspreid over het Palearctisch gebied voor. Hij overwintert als rups.

## Waardplanten
De rookkleurige worteluil heeft als waardplanten allerlei kruidachtige planten.

## Voorkomen in Nederland en België
De rookkleurige worteluil is in Nederland en België een zeldzame soort, die verspreid over het hele gebied kan worden gezien. De vlinder kent één generatie die vliegt van eind juni tot en met september.